# الدوري الفنزويلي الممتاز 2008–09
الدوري الفنزويلي الممتاز 2008–09 (بالإسبانية: Primera División Venezolana 2008-09) هو الموسم 89 من الدوري الفنزويلي الممتاز. كان عدد الأندية المشاركة فيه 18، وفاز فيه نادي كاراكاس.